# José Ignacio Abreu y Lima
José Inácio de Abreu e Lima o José Ignacio Abreu e Lima (Recife, 6 de abril de 1794 - 8 de marzo de 1869) fue un militar, político, periodista y escritor brasileño. 

## Exilio
Abreu e Lima salió de Brasil en 1818, tras la ejecución de su padre José Inácio Ribeiro de Abreu Lima, un ex sacerdote que dejó la sotana para casarse, conocido como Padre Roma, debido a que fue ordenado en Roma por el cardenal Chiaramonti, futuro papa Pío VII. Fue condenado en 1817 por su participación en la Revolución Pernambucana. Como en aquellos tiempos, las penas por los delitos políticos, , al joven José Ignacio se le truncó cualquier posibilidad de proseguir la carrera militar, que acababa de iniciar. Abreu E Lima huyó a Estados Unidos desde donde viajó a La Guaira para incorporarse al ejército de Bolívar, como capitán.

## Militar bolivariano
Fue redactor del periódico del Ejército Libertador, Correo del Orinoco y participó de las campañas y batallas decisivas de la lucha de libertación de Venezuela y Colombia: campaña del Apure, marcha por el páramo de Pisba, batallas del Pantano de Vargas (25 de julio de 1819), Boyacá (7 de agosto de 1819), Carabobo (24 de junio de 1821), y batalla naval del Lago de Maracaibo (1823).
Según el Historiador Eloy Reverón, fue orador fiscal de la logia presidida por el general José Antonio Páez, pero la vida de esta logia masónica de Valencia fue breve, al parecer debido a algunas disputas entre los hermanos. Abreu de Lima no aparece más que en ese documento de solicitud de Carta Patente.
Se involucró en la política colombiana apoyando al partido bolivariano y la continuidad de la unidad de Venezuela, Nueva Granada, Panamá y Ecuador. Combatió en la batalla del Portete de Tarqui (27 de febrero de 1829) al lado de Antonio José de Sucre. En 1830 organizó el periódico La Torre de Babel para defender las ideas bolivarianas y al desintegrarse la Gran Colombia acompañó a Bolívar a su refugio en Santa Marta.

## Retorno a Brasil

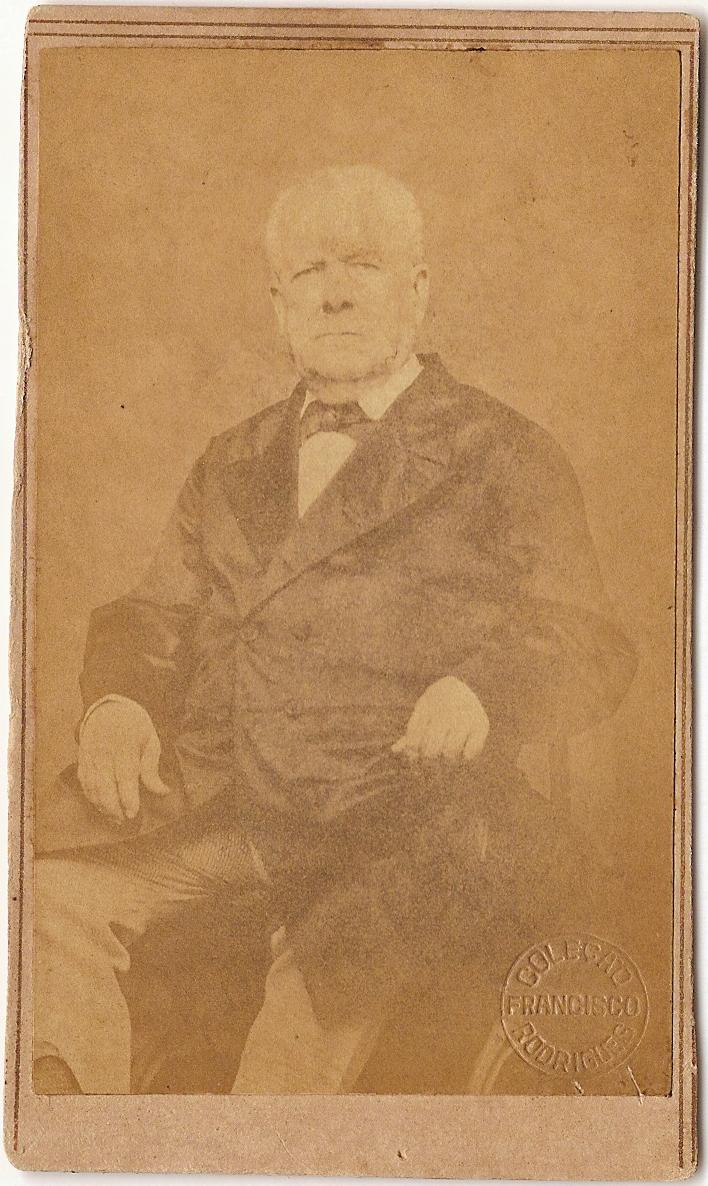
José Ignacio Abreu e Lima.

Tras la muerte de Bolívar, fue desconocido su grado por el gobierno de Joaquín Mosquera y el partido santanderista, y se ordenó su expulsión de la Nueva Granada el 9 de agosto de 1831. Viajó entonces a Estados Unidos y Europa y luego retornó a Brasil, fijando residencia en Río de Janeiro, donde se le llamaba general de las Masas por su éxito popular como líder político. La trayectoria política de Abreu e Lima es compleja: su lucha activa en el movimiento emancipador comandado por Bolívar fue seguida por una firme defensa de la monarquía brasileña desde el periódico La Barca de Sâo Pedro que pedía la vuelta al trono de Pedro I. Aceptada la mayoría de edad de Pedro II de Brasil en 1840, Abreu e Lima se pronunció por la monarquía constitucional, para optar posteriormente por el socialismo como alternativa.

## Prisión
En 1844, retornó a su estado natal, Pernambuco, como candidato a diputado y derrotado por los conservadores. Fue preso y condenado a cadena perpetua por rebelión, acusado de participar en la Revuelta Praieira (1848). En relación con este episodio algunas fuentes afirman que no participó de esa revuelta, en la cual sí se involucraron sus hermanos, por lo que José Ignacio fue finalmente declarado inocente; pero otras fuentes afirman que sí participó, pero fue amnistiado por el emperador.

## Escritor socialista

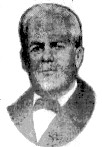
Abreu e Lima, 1855.

Liberado en junio de 1850, se dedicó a escribir, divulgando ideas inspiradas en Charles Fourier y el socialismo utópico francés. Publicó, entre otros, los libros Compêndio de História do Brasil (1843), A Cartilha do Povo (1849) y O Socialismo (1855). También colaboró en varios periódicos pernambucanos, entre los cuales estuvieron el Diário de Pernambuco y Diário Novo. Además en 1853 fundó un consultorio hemeopático para atender gratuitamente a los pobres.
Debido a su defensa de la libertad de culto y «por ser masón», el obispo don Francisco Cardoso Aires prohibió enterrarlo en el Cementerio Santo Amaro de Recife, siendo el general Abreu e Lima sepultado en el Cementerio de los Ingleses. Abreu E Lima es considerado uno de los héroes de la independencia de Venezuela y en Brasil se han bautizado con su apellido una refinería de petróleo y un municipio, ambos en Pernambuco.